# Teklinopol
Teklinopol – dawny folwark. Tereny, na których leżał, znajdują się obecnie na Białorusi, w obwodzie witebskim, w rejonie postawskim, w sielsowiecie Nowosiółki.
Dawniej używana nazwa – Teklinapol.

## Historia
W czasach zaborów ówczesny folwark w granicach Imperium Rosyjskiego.
W dwudziestoleciu międzywojennym wieś leżał w Polsce, w województwie wileńskim, w powiecie duniłowickim (od 1926 postawskim), w gminie Mańkowicze (od 1927 gmina Hruzdowo).
Według Powszechnego Spisu Ludności z 1921 roku zamieszkiwały tu 43 osoby, wszystkie były wyznania prawosławnego i zadeklarowały polską przynależność narodową. Były tu 4 budynki mieszkalne. W 1931 w 4 domach zamieszkiwało 35 osób.
Miejscowość należała do parafii rzymskokatolickiej i prawosławnej w Hruzdowie. Podlegała pod Sąd Grodzki w Postawach i Okręgowy w Wilnie; właściwy urząd pocztowy mieścił się w Hruzdowie.
W 1938 roku miejscowość należała do gromady Michnicze gminy Hruzdowo.